# Maslova (Koersk)
Maslova (Russisch: Маслова) is een dorp (derevnja) in de Russische oblast Koersk, district Oktjabrski, selsovjet Tsjernitsynski.

## Geografie
Maslova ligt op het Centraal-Russisch Plateau, op de Sejm (de linker zijrivier van de Desna), 13 km ten zuidwesten van Koersk, aan de oostelijke grens van Prjamitsyno en aan de westelijke grens van de selsovjetcenter – Tsjernitsyno.

### Klimaat
Net als in de rest van het district, is het lokale klimaat vochtig continentaal, met significante regenval gedurende het hele jaar (Dfb volgens de klimaatclassificatie van Köppen).
|                                         | jan  | feb  | mrt  | apr | mei  | jun  | jul  | aug  | sep  | okt  | nov  | dec  |
| --------------------------------------- | ---- | ---- | ---- | --- | ---- | ---- | ---- | ---- | ---- | ---- | ---- | ---- |
| Gemiddelde maximale dagtemperatuur (°C) | -4,2 | -3,2 | 2,7  | 13  | 19,4 | 22,7 | 25,3 | 24,7 | 18,2 | 10,5 | 3,3  | -1,2 |
| Gemiddelde minimale dagtemperatuur (°C) | -8,7 | -8,8 | -4,9 | 2,7 | 9,1  | 13,1 | 15,9 | 14,9 | 9,8  | 3,9  | -1,2 | -5,4 |
| Gemiddelde neerslag in (mm)             | 51   | 45   | 47   | 50  | 62   | 71   | 73   | 55   | 59   | 59   | 47   | 49   |
| Gemiddelde regendagen                   | 8    | 8    | 8    | 7   | 8    | 9    | 9    | 6    | 7    | 7    | 7    | 9    |

## Inwonersontwikkeling
| Jaar | Aantal inwoners |
| ---- | --------------- |
| 2002 | 1284            |
| 2010 | 1295            |

Opmerking: Volkstelling

## Economie en infrastructuur
De plaats heeft de volgende straten: Mezjevaja, Novo-Maslovo, Oktjabrskaja, Polevaja en Retsjnaja (436 huizen).

### Verkeer
Maslova ligt 7 km van de federale autoweg M-2 of Krim.
1. Malaja Dolzjenkova · 2. Malaja Dolzjenkova · Adojeva · Aleksejevka · Aljabjeva · Anachina · Andrianovka · Artjoechovka · Avdejeva · Balytsjevo · 
Bolsjoje Dolzjenkovo · Bolsjoje Gostevo · Bolsjoje Oemrichino · Bykanovo · Djakonovo · Djoemina · Dmitrijevka · Dontsy · Filippova · Gorboelino · Gremjatsjka · Iljitsja · Jakovlevka · Jaksjina · Joerjevka · Kalinovka · Katyrina · Kolosovka · Korabljova · Kosinova · Koerjanov · Lebedin · Lipina · Ljoettsjina · Lobazovka · Lozovskoje · Malaja Gosteva · Malaja Oemrichina · Maljoetina · Maslova · Michajlovka · Mitrofanova · Nikolskoje · Nizjnjaja Gorboelina · Nizjnjaja Malychina · Nizjnjaja Mazneva · Nizjnjaja Plaksina · Nizjnjaja Vorobzja · Ochotsjevka · Ozerki · Perkova · Pervomajski · Plotava · Pokrovski · Pokrovskoje · Polovneva · Pozdnjakova · Provotorova · Prjamitsyno · Pyzjova · Repina · Reoetova · Rojkovo · Rozjkova · Sjatov · Sjoeklinka · Sejmski · Semenichina · Skripkin · Soboleva · Sokolovka · Sorokina · Sovetskaja Derevnja · Starkovo · Stojanova · Stresjnevka · Stresjnevski · Soechodolovka · Sviridova · Tsjerkassy · Tsjermosjnoj · Tsjernitsyno · Vanina · Verchnije Postojalyje Dvory · Verchnjaja Gorboelina · Verchnjaja Malychina · Verchnjaja Mazneva · Voloboejevo ·  Zakoebanovka · Zaretsje · Zjoeravlinka · Zjoeravlino · Zjoeravlinski